# Koreasmygsångare
Koreasmygsångare (Helopsaltes pleskei) är en hotad fåtalig östasiatisk fågel i familjen gräsfåglar inom ordningen tättingar.

## Kännetecken

### Utseende
Koreasmygsångaren är en ganska stor (16-17 cm) och enfärgad gräsfågel med stor näbb och kraftigt kilformad lång stjärt. Ovansidan är olivgrå, svagt mörkfläckad på manteln. På huvudet syns ett otydligt blekt gräddvitt eller grått ögonbrynsstreck med vitaktig ögonring. Undersidan är vitaktig med beige anstrykning på flankerna och sidorna av bröster. Liknande ochotsksmygsångaren är brunare ovan, har tydligare ögonbrynsstreck samt är blekare på yttersta handpennan.

### Läten
Koreasångaren sjunger från en exponerad sittplats en något elektrisk, darrande serie, "swee swee swee swee", eller ett torrt "tski tski tski". Bland lätena hörs hårda "tsit-it" eller "tschup-tschuptscup".

## Utbredning och systematik
Koreasmygsångaren häckar lokalt på småöar utanför sydostligaste Ryssland, japanska Kyushu och Sydkorea, möjligen även Nordkorea samt i Izuöarna. Den har också nyligen konstaterats häcka på öar utanför östra Kinas kust, där den även observereras under sträcket. Fågeln tros övervintra i kustnära våtmarker i södra Kina även om den ännu enbart påträffats i Hongkong. Nyligen har fynd vintertid även gjorts i nordöstra Vietnam.

### Släktskap
Gräsfåglarna behandlades tidigare som en del av den stora familjen sångare (Sylviidae). Genetiska studier har dock visat att sångarna inte är varandras närmaste släktingar. Istället är de en del av en klad som även omfattar timalior, lärkor, bulbyler, stjärtmesar och svalor. Idag delas därför Sylviidae upp i ett flertal familjer, däribland Locustellidae.
DNA-studier från 2018 har också visat att en grupp östasiatiska arter som traditionellt placeras i Locustella, bland annat starrsångare, visserligen är en systergrupp till Locustella, men skildes åt för hela 14 miljoner år sedan. Författarna till studien rekommenderar därför att de placeras i ett eget nyskapat släkte, som de ger namnet Helopsaltes. Numera följer de ledande taxonomiska auktoriteterna rekommendationerna. Koreamsmygsångaren är närmast släkt med de östasiatiska arterna starrsångare och ochotsksmygsångare, och har behandlats som underart till båda två.

## Levnadssätt
Koreasmygsångaren häckar i öppna, fuktiga områden med gräs och vass samt i lågväxta buskområden. Vintertid har den observerats i vidsträckta vassbälten, i buskar intill vass samt i mangroveträsk. På Izuöarna häckar den från maj till juni och lägger mellan tre och sex ägg. Den lever av insekter och håller sig liksom sina släktingar nere i den låga vegetationen, men ses oftare ute i det öppna än ochotsksmygsångaren.

## Status och hot
Koreasmygsångaren tros ha en liten världspopulation på endast högst 10 000 vuxna individer. Den tros också minska i antal till följd av förstörelser av våtmarker i dess övervintringsområde, förvärrat av habitatförlust på några av dess häcköar. Internationella naturvårdsunionen IUCN kategoriserar därför arten som sårbar.

## Namn
Fågelns vetenskapliga namn hedrar den ryske zoologen Fedor Dmitrievich Pleske (1858-1932).